# Vizcaya (Schiff)
Die Vizcaya war ein Panzerkreuzer der spanischen Marine. Benannt wurde das Schiff nach der spanischen Provinz Bizkaia (spanisch: Vizcaya) an der nordspanischen Atlantikküste. Der am 13. Oktober 1887 bewilligte Kreuzer gehörte der aus drei Einheiten bestehenden Infanta-Maria-Teresa-Klasse an und wurde am 7. Oktober 1889 auf der Werft der Sociedad Astilleros del Nervión (Nervión Schiffbaugesellschaft) in Sestao (einem Vorort von Bilbao, Spanien) auf Kiel gelegt. Der Bau des Schiffes fand in Zusammenarbeit mit der britischen Schiffswerft Palmers Shipbuilding and Iron Company statt, die auch die Planungszeichnungen entworfen hatte, so orientierten sich die Schiffe der Infanta-Maria-Teresa-Klasse bautechnisch denn auch an den britischen Geschützten Kreuzern der Edgar- und der Orlando-Klasse (von denen bei Palmers zwei gebaut worden waren). Die Vizcaya lief am 8. Juli 1891 von Stapel und wurde schließlich, aufgrund von Verzögerungen beim Einbau der Bewaffnung, erst am 2. August 1894 in Dienst gestellt.

## Bewaffnung und Technik

Seitenansicht der Vizcaya (1898).

Die Hauptbewaffnung der Vizcaya bestand aus zwei schweren 28-cm-Geschützen L/35 Modell 1883 des Typs Hontoria. Es handelte sich hierbei um ein in Lizenz hergestelltes und mit einem leicht vergrößerten Kaliber ausgestattetes ehemaliges 27,4-cm-Canet-Geschütz des französischen Rüstungskonzerns Schneider et Cie. Beide Kanonen waren in Einzeltürmen untergebracht, wobei je ein Turm vor und achtern der Aufbauten stand. Diese Geschütze verfeuerten eine 266 Kilogramm schwere Panzergranate über eine Entfernung von maximal knapp 10.500 m. Obwohl in mit 267 mm dicken Panzerplatten stark geschützten Barbetten untergebracht, waren beide Türme gegen von oben, vorne oder schräg einfallende Geschosse nur unzureichend mit einer maximal 76 mm dicken Panzerhaube geschützt. Obgleich die Feuergeschwindigkeit dieser Geschütze mit etwa einem Schuss in der Minute angegeben wird, dürfte dieser Intervall unter realen Gefechtsbedingungen und auch wegen der wenigen Übungsschießen der spanischen Marine in jener Zeit nicht erreicht worden sein.
Die Mittelartillerie bestand aus insgesamt zehn 14-cm-Hontoria-Geschützen L/50. Je fünf dieser Schnellfeuergeschütze standen in einzelnen Lafettenaufstellungen zu beiden Seiten der Aufbauten und waren lediglich durch einen 15 mm dicken Splitterschutzschild geschützt. Die leichtere Bewaffnung umfasste zudem acht 5,7-cm-Hotchkiss-Kanonen und acht fünfläufige 3,7-cm-Hotchkiss-Revolverkanonen sowie zwei achtläufige Nordenfelt-Mitrailleusen (Kaliber 2,54 cm). Die Torpedobewaffnung der Vizcaya umfasste acht leichtere Torpedorohre im Kaliber 35,6 cm (deren Torpedos etwa 800 m Reichweite besaßen), wobei zwei Rohre unter und sechs über der Wasserlinie lagen.
Die Panzerung der Vizcaya war stellenweise sehr stark. So wurde das Schiff von einem bis zu 305 mm dicken Gürtelpanzer geschützt. Hiermit war der Kreuzer besser geschützt als fast alle anderen Panzerkreuzer jener Zeit. Allerdings war die Ausdehnung dieses Seitenpanzers in der Vertikalen wiederum sehr gering. So reichte der Panzergürtel, der sich über etwa 65 Prozent der Schiffslänge erstreckte, normalerweise nur knapp einen halben Meter über die Wasserlinie hinaus. Da der Kreuzer infolge der zahlreichen zusätzlichen Verzierungen sowie der umfangreichen Kohlenmenge (während des Marsches über den Atlantik) und des Bewuchses am Rumpf aber tiefer im Wasser lag, reduzierte sich dieser Schutzeffekt auf nur noch wenig mehr als 30 cm. Die obere Rumpfhälfte sowie die Aufbauten, mit Ausnahme der Kommandobrücke, waren nur schwach oder gar nicht gepanzert. Während der Schlacht bei Santiago de Cuba zeigte sich später denn auch, dass selbst schwere Granaten der US-Schiffe, wenn sie denn den Panzergürtel trafen, diesen meist nicht durchschlugen. Hingegen richteten die amerikanischen Granaten in den weniger geschützten Teilen des Rumpfes und der Aufbauten schwere Verwüstungen an.
Angetrieben wurde die Vizcaya von einer aus sechs Niclausse-Wasserrohrkesseln und zwei vertikal eingebauten Dreifach-Expansionsmaschinen bestehenden Maschinenanlage, die insgesamt 13.800 PSi leistete. Damit erreichte das Schiff bei Probefahrten eine Höchstgeschwindigkeit von 20,82 kn (ca. 38,5 km/h). Im späteren Einsatz wurde diese Geschwindigkeit jedoch nicht mehr erreicht. Vor allem die schlechte Kohlenqualität, die unzureichende Wartung der Maschine und der starke Bewuchs des Rumpfes durch die lange Liegezeit in den karibischen Gewässern reduzierten die Höchstfahrt des Schiffes während der Seeschlacht bei Santiago de Cuba auf höchstens noch 16 kn.

## Einsatzzeit
Bis zu ihrem relativ frühen Verlust in der Seeschlacht vor Santiago de Cuba unternahm die Vizcaya nur wenige Fahrten und Manöver. Lediglich einmal im Jahr wurden die Geschütze zu Übungszwecken abgefeuert. Von der Indienststellung bis zum Verlust stand das Schiff unter dem Befehl von Capitán de Navío Don Antonio Eulate.
Als Zeichen des Entgegenkommens wurde die Vizcaya im Februar 1898 nach New York entsandt, um dort einen Staatsbesuch zu absolvieren. Dies geschah auch vor dem Hintergrund der Entsendung des amerikanischen Linienschiffes Maine nach Havanna. Nachdem dieses jedoch dort unter nicht sicher geklärten Umständen am 15. Februar nach einer Explosion gesunken war und sich deswegen die spanisch-amerikanischen Beziehungen drastisch verschlechtert hatten, verließ die Vizcaya New York am 25. Februar wieder und nahm Kurs auf Havanna. Von dort aus wurde das Schiff nach dem portugiesischen São Vicente beordert, um sich dem neu aufgestellten spanischen 1. Geschwader unter Admiral Pascual Cervera anzuschließen. Dort sollte das Schiff, das allerdings erst am 19. April eintraf, auch einer Überholung unterzogen werden.

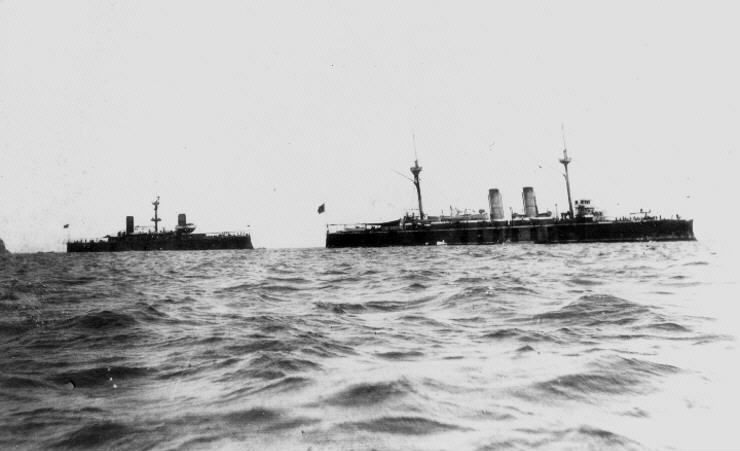
Die Panzerkreuzer Cristóbal Colón und Vizcaya (rechts) in São Vicente (April 1898).

### Spanisch-Amerikanischer Krieg
Wegen des Ausbruchs des spanisch-amerikanischen Krieges Ende April 1898 und der damit verbundenen Aufforderung des neutralen Portugals, den Hafen von São Vicente innerhalb von 24 Stunden nach der Kriegserklärung zu verlassen, konnte dieses Vorhaben jedoch nicht realisiert werden. Auch Munition und Kohlen konnten nur unzureichend oder gar nicht ergänzt werden. Dies hatte zur Folge, dass viele der Granaten, die seit der Indienstnahme auf dem Schiff und im Laufe der Jahre allmählich verrottet waren, nicht ersetzt wurden. So kam es, dass während des spanisch-amerikanischen Krieges geschätzt rund 60 Prozent aller Geschosse nicht mehr richtig funktionierten, entweder weil die Treibladungen nur unvollständig zündeten oder weil die Zünder defekt waren und die Granaten beim Auftreffen nicht explodierten, sondern auf dem gegnerischen Panzerschutz zerbrachen.
In der Folgezeit suchten die Vizcaya und die übrigen Schiffe des Geschwaders von Admiral Cervera (die Panzerkreuzer Infanta Maria Teresa, Cristóbal Colón und Almirante Oquendo sowie zwei Torpedoboote) einen Platz zum Ergänzen von Kohlen. Zugleich sollten die Schiffe erneut über den Atlantik und nach San Juan auf Puerto Rico verlegen, um die spanischen Kolonien in der Karibik besser schützen zu können. Nachdem eine Kohlenübernahme in Fort-de-France (Martinique) wegen der Neutralität Frankreichs verwehrt worden war, konnten lediglich im niederländisch kontrollierten Willemstad etwa 600 Tonnen Kohle von der Vizcaya gebunkert werden.
Nachdem Admiral Cervera im Mai zudem von der Seeblockade von San Juan durch die United States Navy erfahren hatte, änderte er seinen Plan, diesen Hafen anzulaufen, und ließ sein Geschwader stattdessen nach Santiago de Cuba marschieren, nicht wissend, dass die US-Blockadeflotte vor San Juan nur aus zwei Kreuzern bestand, die seinem Verband nicht gewachsen gewesen wären. Am 19. Mai erreichten die Vizcaya und die übrigen Schiffe schließlich den Hafen von Santiago de Cuba. Infolge der langen Anmarschwege war der Rumpf der Vizcaya nun in sehr schlechtem Zustand und stark bewachsen und hätte einer dringenden Überholung bedurft. Dieser Zustand verschlechterte sich in den kommenden Wochen noch weiter während die Schiffe untätig in Santiago de Cuba lagen und ab Ende Mai 1898 von den Amerikanern auch dort blockiert wurden. Das starke US-Blockadegeschwader, sieben Schiffe, darunter die Panzerkreuzer Brooklyn und New York sowie die Linienschiffe Texas, Massachusetts, Iowa und Oregon, stand unter dem Befehl von Kommodore Winfield Scott Schley (ab dem 31. Mai übernahm Konteradmiral William Thomas Sampson den Oberbefehl).
In den folgenden fünf Wochen tauschten die Schiffe im Hafen und der US-Verband nur sporadisch Salven aus, Schäden entstanden dabei aber nur sehr geringe. Als jedoch ab dem 22. Juni amerikanische und kubanische Truppen Santiago de Cuba auch von der Landseite her bedrohten, erkannte Admiral Cervera, dass er mit seinen Schiffen einen Ausbruchsversuch unternehmen musste, um nicht in einer Falle festzusitzen. Infolgedessen brachen die spanischen Schiffe, wenngleich auch nur bedingt gefechtsbereit, am Morgen des 3. Juli aus dem Hafen aus.

#### Die Seeschlacht vor Santiago de Cuba
Nacheinander verließen die spanischen Schiffe den Hafen. An der Spitze lief das spanische Flaggschiff Infanta Maria Teresa mit Admiral Cervera an Bord; die Vizcaya folgte auf dritter Position, knapp hinter dem Panzerkreuzer Almirante Oquendo (gleichwohl wird in manchen Publikationen auch angeführt, dass die Vizcaya an zweite Stelle fuhr). In der ersten Phase des Gefechtes wurden die Infanta Maria Teresa und die Almirante Oquendo schnell schwer zusammengeschossen und mussten sich brennend am Ufer auf Grund setzen (damit sich wenigstens die Besatzungen teilweise retten konnten).
Die Vizcaya übernahm zeitweilig die Führung des Verbandes und duellierte sich mit dem amerikanischen Panzerkreuzer Brooklyn. Beide Schiffe fuhren dabei nebeneinander und beschossen sich auf Entfernungen von 800 bis 1.100 m. Nach anderen Angaben beteiligte sich auch das Linienschiff Texas an diesem Duell, was aber etwas fraglich erscheint, da dieses Schiff zu Beginn der Schlacht wegen einer nur knapp vermiedenen Kollision mit dem Kreuzer Brooklyn hinter dem US-Verband zurückgefallen war.
Im Verlauf des Gefechtes zeigte sich, dass die schweren 28-cm-Geschütze der Vizcaya nur von geringem Nutzen waren. Während die Hauptartillerie der Brooklyn mehrere Treffer erzielte, gelang dies den Bedienmannschaften der schweren Kanonen des spanischen Schiffes nicht, was auch daran lag, dass einerseits die Feuergeschwindigkeit der 28-cm-Geschütze sehr niedrig war und dass andererseits auch Übungen an diesen Kanonen nur selten stattgefunden hatten. Hingegen erzielten die Kanoniere der 14-cm-Mittelartillerie der Vizcaya mindestens vier Treffer auf der Brooklyn. Dabei zerstörten sie den vorderen Gefechtsmast des US-Schiffes und ein 12,7-cm-Geschütz auf dessen Steuerbordseite, wobei es einen Toten und zwei Verwundete gab. Gleichwohl allerdings waren wegen Defekten an den Geschützverschlüssen nicht alle 14-cm-Kanonen einsatzbereit und war zudem die Munition an Bord der Vizcaya in einem schlechten Zustand. Zahlreiche spanische Granaten erwiesen sich denn auch als Blindgänger.
Im Gegenzug sah sich die Vizcaya allerdings einem heftigen Beschuss durch die Brooklyn ausgesetzt, wobei das Schiff rund 20 bis 25 Treffer hinnehmen musste. Obwohl diese Treffer höchstwahrscheinlich keine vitalen Teile des spanischen Schiffes zerstörten, richteten sie schwere Schäden an den Aufbauten an. Unter anderem wurde dabei der Kommandant, Capitán de Navío Don Antonio Eulate, durch Splitter einer 5,7-cm-Granate am Kopf verletzt und musste zeitweilig den Befehl abgegeben. Nach knapp zwei Stunden Kampf trafen gegen 11.00 Uhr zwei 20,3-cm-Granaten der Brooklyn das Vorschiff der Vizcaya und brachten dort ein geladenes Torpedorohr zur Explosion. Die hieraus resultierenden Schäden waren so schwer, dass der Kapitän den Befehl gab, die Flagge niederzuholen und das Schiff am Strand aufzusetzen. Bereits während die Vizcaya nach Steuerbord und damit in Richtung des Ufers abdrehte, näherte sich das amerikanische Kanonenboot Vixen, eine bewaffnete Yacht, und beschoss den spanischen Kreuzer mit seinen 5,7-cm-Kanonen. Dabei erwiderte die Vizcaya kurzzeitig das Feuer und verfehlte die Yacht nur knapp mit einer Salve. Um 11.06 Uhr strich die Vizcaya jedoch die Flagge und lief etwa 18 Seemeilen westlich von Santiago de Cuba am Ufer auf Grund, worauf die Amerikaner den Beschuss einstellten.
Alsbald kamen Beiboote der amerikanischen Schiffe, vor allem vom Linienschiff Iowa, längsseits und nahmen Überlebende auf, darunter auch den verwundeten Don Antonio Eulate. Während dieser an Bord der Iowa gebracht wurde, wendete er sich noch einmal seinem brennenden und gestrandeten Schiff zu. Etwa gegen 12.00 Uhr explodierte das Vorschiff der Vizcaya in einer gewaltigen Rauch- und Flammensäule, eben in jenem Moment, als Don Antonio Eulate seinem Schiff einen letzten Gruß entboten hatte.

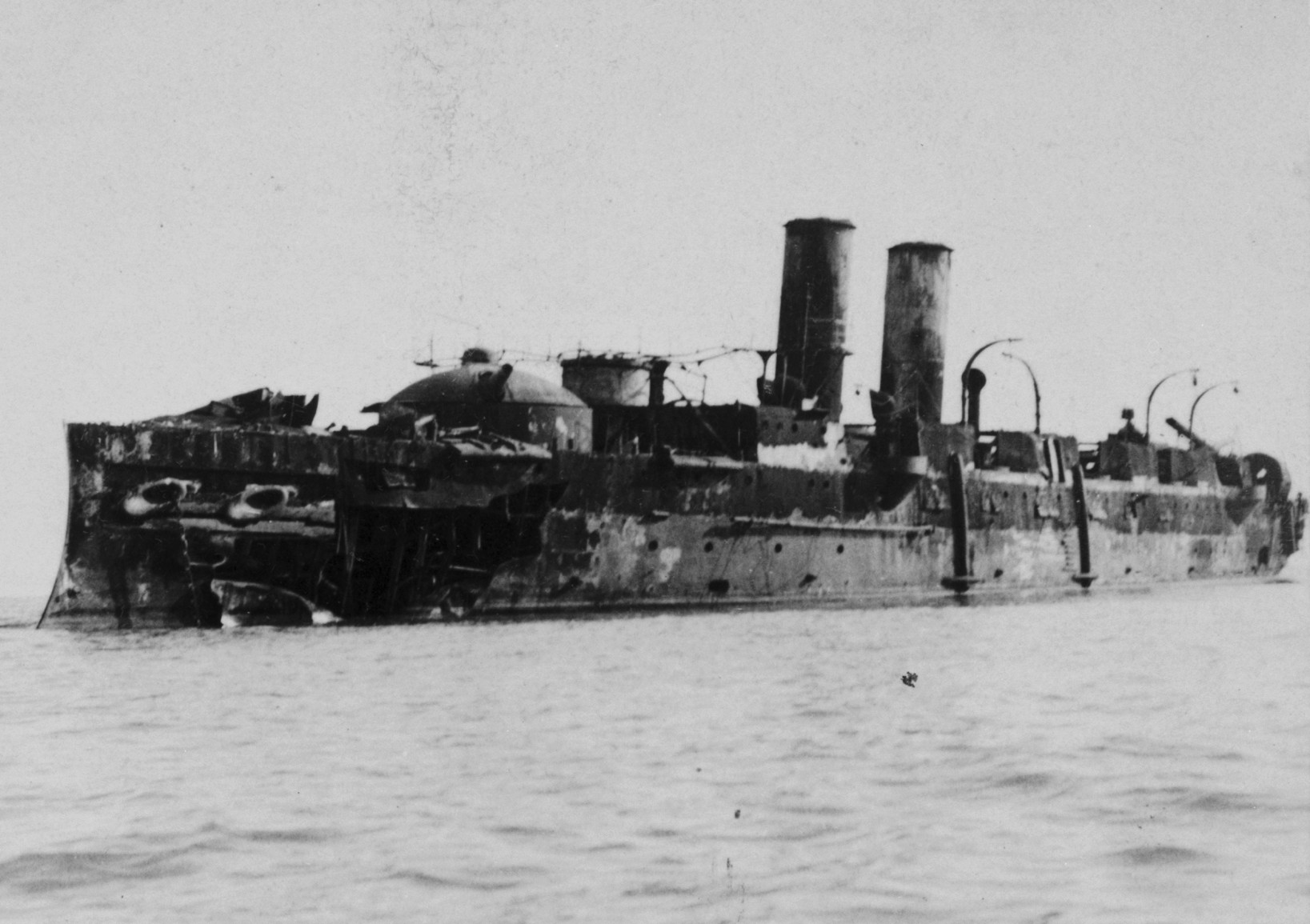
Das ausgebrannte Wrack der Vizcaya (um 1899)

### Opfer unter der Besatzung
Etwa 300 Überlebende von der Vizcaya wurden alleine von Booten des Linienschiffes Iowa gerettet. Rund 120 weitere Seeleute retteten sich ans Ufer oder wurden von anderen US-Schiffen aufgenommen. Insgesamt hatte die Besatzung der Vizcaya 76 Tote zu beklagen (von 498 Mann), davon waren 68 unmittelbar während des Gefechtes durch Feindeinwirkung umgekommen. Acht weitere Seeleute erlagen allerdings in den nächsten Tagen noch ihren Verwundungen. Die Amerikaner schickten nach der Schlacht ein Landungsteam an die Küste, um gestrandete spanische Seeleute zu suchen und zu beschützen und damit zu verhindern, dass diese von kubanischen Insurgenten gelyncht werden.

## Nachbetrachtung
Während der Schlacht wurde die Vizcaya von (mindestens) sechs 20,3-cm- und zehn 12,7-cm-Granaten getroffen. Zudem erlitt das Schiff rund 13 bis 15 Treffer durch leichtere 5,7-cm- und 3,7-cm-Kanonen. Interessant ist hierbei, dass das Schiff keine Treffer durch die schweren 30,5-cm- und 33-cm-Geschütze der amerikanischen Linienschiffe hinnehmen musste, was die These stützen würde, dass das Schiff nicht mit diesen direkt ins Gefecht gekommen ist. Es lässt sich ferner beobachten, dass nachweislich nur zwei der 20,3-cm-Treffer wirklich schweren Schaden verursachten. Diese, abgefeuert vom US-Panzerkreuzer Brooklyn, trafen gegen 11.00 Uhr das Vorschiff der Vizcaya und brachten dort ein geladenes 35,6-cm-Torpedorohr zu Explosion. Diese heftige Folgeexplosion veranlasste die Crew dazu, den Kreuzer schließlich am Ufer auf Grund zu setzen und die Flagge niederzuholen. Der spanische Kommandant ordnete dies auch an, um das Leben seiner Crew nicht unnötig zu riskieren (und tatsächlich stellten die US-Schiffe daraufhin auch das Feuer ein und nahmen Überlebende auf).
Zudem hatte der spanische Kapitän erkannt, dass sein Schiff der gegnerischen Flotte wegen der zu geringen Geschwindigkeit nicht mehr würde entkommen können. Hierbei ist aber festzustellen, dass die Vizcaya nicht wegen Treffern in die Maschinenanlage und einem daraus resultierenden Geschwindigkeitsverlust nicht mehr hätte fliehen können, sondern wegen der allgemein schlechten Verfassung von Rumpf und Maschinen und der geringen Qualität der Kohlen. Insofern hatte der sehr dicke Panzergürtel seinen Zweck, die Maschinenanlage zu schützen, durchaus erfüllt. Im Verlauf von fast zwei Stunden andauernden Beschusses und rund 25 bis 30 Treffern war keine Granate bis zu den Maschinenräumen durchgedrungen.
Gleichwohl allerdings richtete der Beschuss durch die US-Schiffe oberhalb des Panzergürtels erhebliche Schäden an. Die nur schwach oder gar nicht gepanzerten Aufbauten wurden weitgehend völlig durchlöchert. Äußerst negativ für die Spanier wirkte sich zudem aus, dass sie die umfangreichen Holzverzierungen an ihren Schiffen, so auch an der Vizcaya, nicht vor dem Krieg entfernt hatten, wie es die Amerikaner getan hatten. Dies führte dazu, dass die spanischen Schiffe nach nur wenigen Treffern sehr schnell in Brand gerieten. Diese Brände machten viele Bereiche an Oberdeck nach zwei Stunden Kampf kaum mehr begehbar und waren nicht mehr einzudämmen.
Die schwere Explosion, welche die Vizcaya nach ihrer Strandung erschütterte und die im Vorschiff stattfand, wurde vermutlich durch diese Brände ausgelöst. Es ist zu vermuten, dass die vorhergegangene Explosion des Torpedorohres Teile der Schutzeinrichtungen einer Munitionskammer zerstört hat. Während das Schiff dann auf Grund lief und die Crew von Bord ging, erreichten die Flammen die nicht mehr geschützten Räume mit der Munition, was letztlich zeitverzögert diese zweite Explosion verursachte. Bei einer Betrachtung des gestrandeten Wracks zeigt sich ferner, dass der Bugbereich auf der Backbordseite (also dort, wo die US-Granaten einschlugen) weitgehend intakt ist, hingegen sind auf der Steuerbordseite des Rumpfes deutliche Ausbuchtungen und schwere Beschädigungen zu erkennen. Dies deutet darauf hin, dass sich die Druckwelle der Explosion nach dieser Seite hin ihren Weg bahnte. Allerdings reichen diese Verwüstungen nur bis an den vorderen Ansatz des Seitenpanzers heran. Dies zeigt, dass das gering geschützte Vorschiff von dieser Explosion schwer in Mitleidenschaft gezogen wurde, der Hauptpanzerschutz aber selbst diese weitgehend überstanden und somit auch hier seinen Zweck erfüllt hat.

## Verbleib des Wracks
Das ausgebrannte Wrack der Vizcaya wurde nach der Schlacht von den Amerikanern inspiziert. Da die Schäden aber als zu schwerwiegend angesehen wurden, wurde auf eine Bergung verzichtet. Die Überreste des Schiffes liegen noch heute vor der kubanischen Küste, etwa 18 Seemeilen westlich von Santiago de Cuba (Position 19° 58′ N, 76° 8′ W). Obwohl der teils zerfallene Rumpf heute etwa vier Meter unter der Wasseroberfläche liegt, kann man das Wrack deutlich erkennen. Eines der schweren 28-cm-Geschütze ragt, da das einst tragende Deck infolge Korrosion eingebrochen ist und dadurch die Barbette verschoben hat, in steilem Winkel aus dem Wasser und ist vom Ufer aus gut zu sehen.